# Кундик
Кунди́к (Tetraophasis) — рід куроподібних птахів родини фазанових (Phasianidae). Представники цього роду мешкають в Гімалаях і горах Китаю.

## Опис
Кундики — це відносно великі фазани, середня довжина яких становить 29-50 см, а вага 660-1790 г. Самці є більшими і важчими за самиць. Вони вирізняються хвостом клиноподібної форми, яких склпадається з 18 стернових пер, тоді як у більшості куроподібних їх лише 14.

## Види
Виділяють два види:
- Кундик плямистогрудий (Tetraophasis obscurus)
- Кундик жовтогорлий (Tetraophasis szechenyii)

## Етимологія
Наукова назва роду Tetraophasis походить від сполучення наукової назви роду Тетерук (Tetrao Linnaeus, 1758) і слова лат. phasis — фазан.